# Кальман Селль
Ка́льман Селль (угор. Széll Kálmán; 8 червня 1842, Гастонь, Угорщина — 16 серпня 1915, Ратот, Угорщина) — угорський політичний діяч.

## Біографія
З 1867 депутат рейхстагу, ліберал. В 1875-1878 рр. був міністром фінансів в кабінеті Тиси та сприяв упорядкуванню угорських фінансів; вийшов у відставку, зрозумівши, що приєднання Боснії і Герцеговини порушує австро-угорську рівновагу. У грудні 1898 обурений порушеннями законів з боку Банфі і особливо проєктом Кальмана Тиси, спрямованим на придушення опозиції в рейхстазі, вийшов, разом з президентом палати депутатів Сіладьї і 20 іншими членами, зі складу ліберальної партії. На початку 1899 привів до благополучного кінця переговори між урядовою та опозиційними партіями і 26 лютого склав кабінет, в якому сам взяв портфель внутрішніх справ. Його кабінет здійснив, нарешті, угоду Австрії з Угорщиною.
Кабінет протримався півтора місяця, але 16 червня 1903 р. вийшов у відставку і поступився місцем кабінетові Куен-Гедерварі, до якого увійшли всі члени кабінету Селля, крім самого прем'єра, барона Феєрварі (міністерство гонведів) і Чеха (міністерство Кроації). Селль підтримував кабінети Куен-Хедерварі, потім Тиси, але в наприкінці 1904 р. вийшов зі складу урядової партії і увійшов до складу групи дисидентів, в рядах якої брав участь в боротьбі проти кабінетів Тиси і барона Феєрварі.

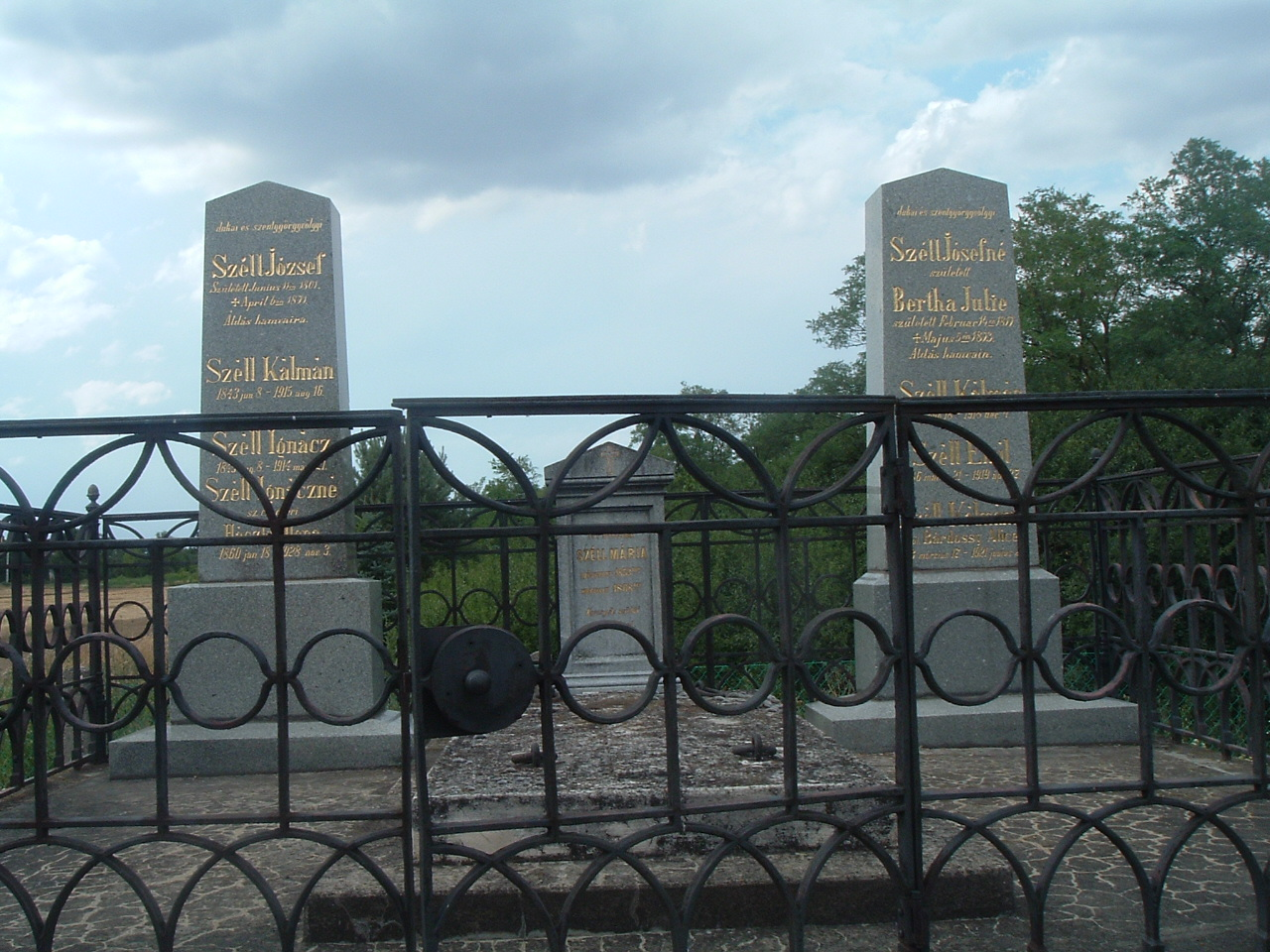
Могила Кальмана Селля
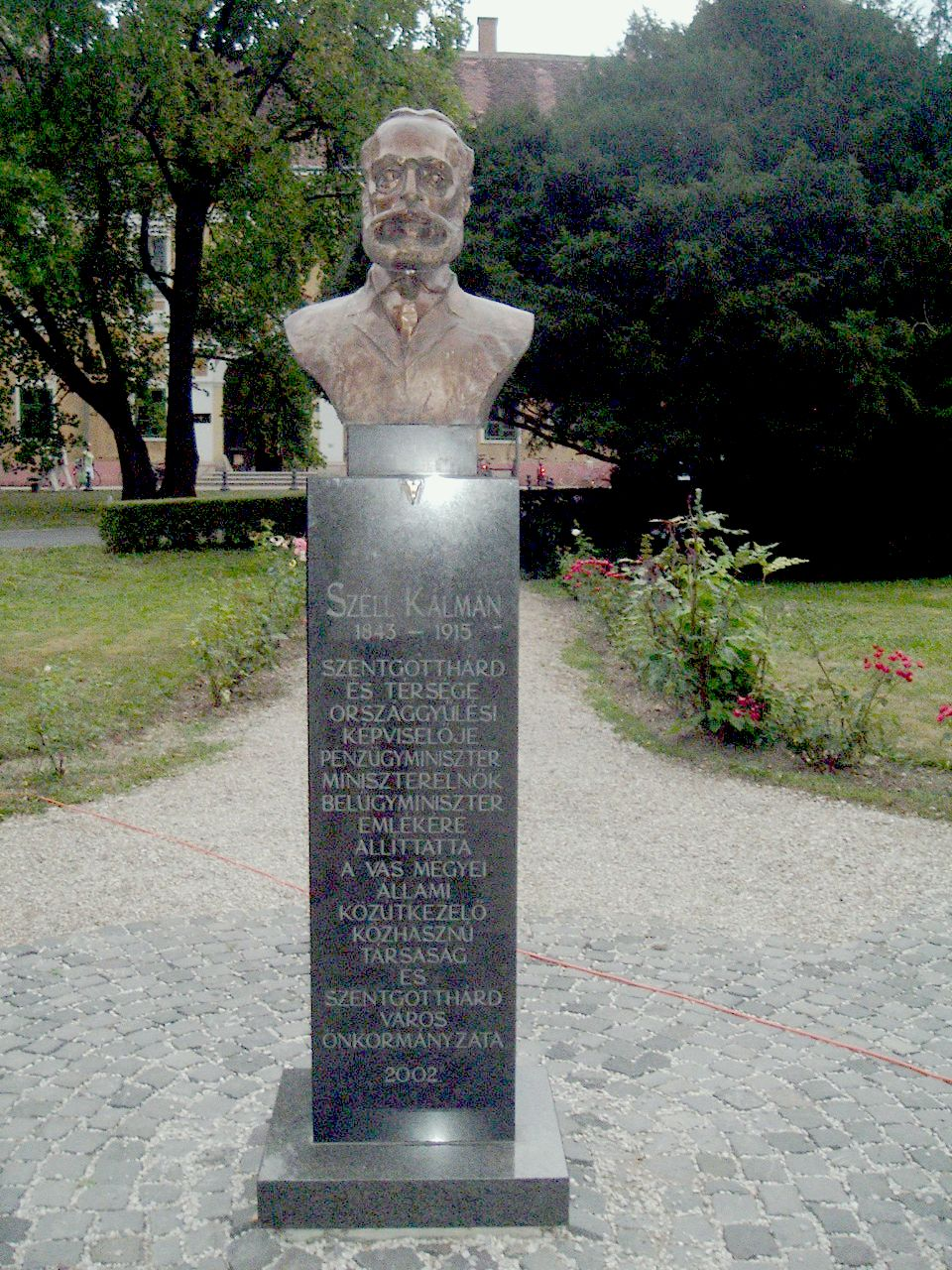
Погруддя Кальмана Селля
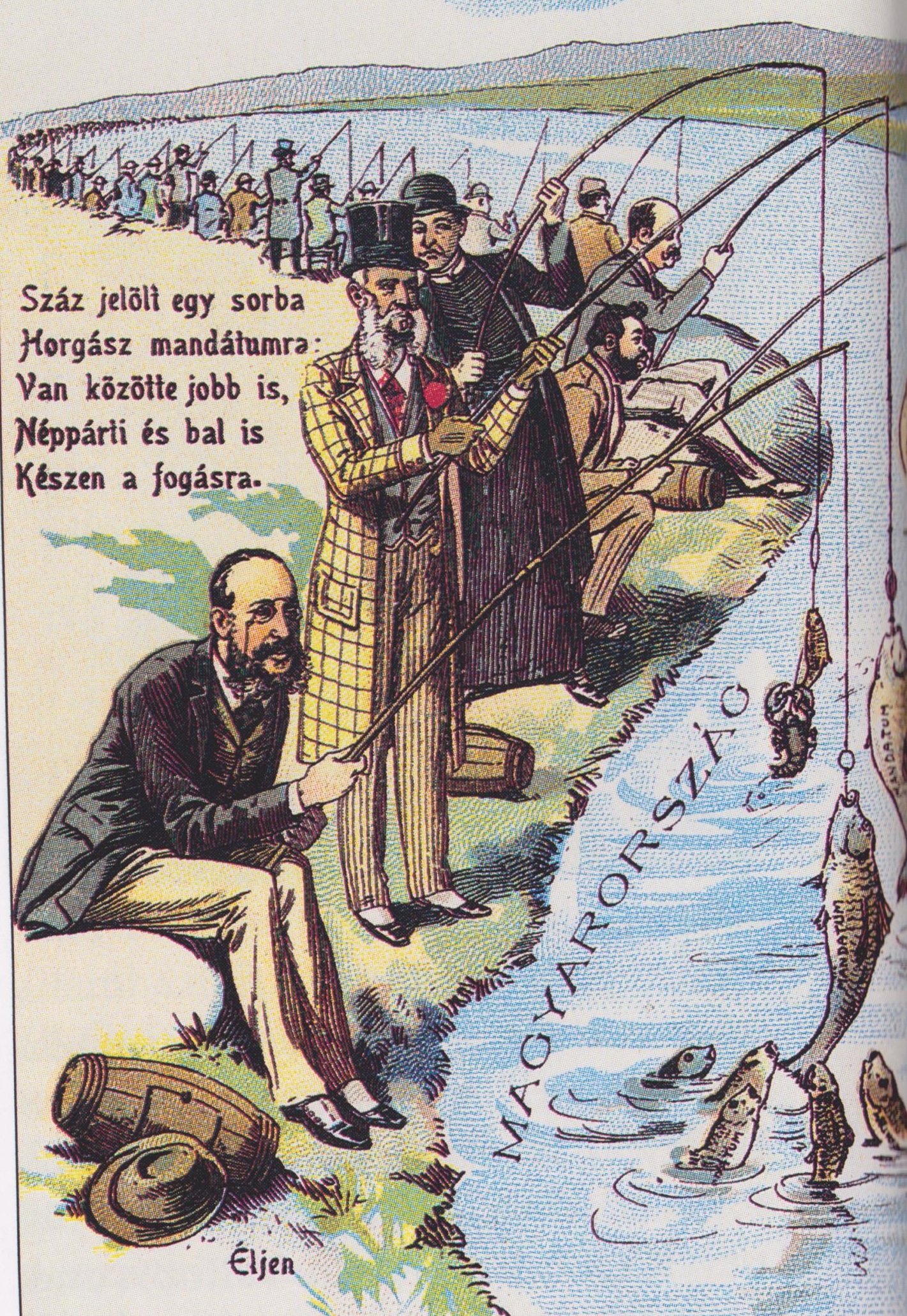
Перемога Кальмана Селля на виборах 1901

## Пам'ять
У його честь названі площа і станція метро в Будапешті.